# Giro dell'Appennino 1979
Il Giro dell'Appennino 1979, quarantesima edizione della corsa, si svolse il 29 aprile 1979, su un percorso di 254 km. La vittoria fu appannaggio dell'italiano Gianbattista Baronchelli, che completò il percorso in 6h33'50", precedendo il connazionale Mario Beccia e lo svedese Bernt Johansson. Per l'atleta bergamasco si trattò della terza vittoria consecutiva al Giro dell'Appennino.
I corridori che partirono furono 104, mentre coloro che tagliarono il traguardo di Pontedecimo furono 34.

## Ordine d'arrivo (Top 10)
| Pos. | Corridore                | Squadra             | Tempo    |
| ---- | ------------------------ | ------------------- | -------- |
| 1    | Gianbattista Baronchelli | Magniflex-Famcucine | 6h33'50" |
| 2    | Mario Beccia             | Mecap-Hoonved       | a 1"     |
| 3    | Bernt Johansson          | Magniflex-Famcucine | a 24"    |
| 4    | Giovanni Battaglin       | Inoxpran            | s.t.     |
| 5    | Wladimiro Panizza        | Sanson-Luxor TV     | s.t.     |
| 6    | Josef Fuchs              | Scic-Bottecchia     | s.t.     |
| 7    | Claudio Bortolotto       | Sanson-Luxor TV     | a 43"    |
| 8    | Marino Amadori           | Sapa Assicurazioni  | a 49"    |
| 9    | Ennio Vanotti            | Zonca-Santini       | a 3'19"  |
| 10   | Francesco Masi           | San Giacomo         | s.t.     |